# Streetsboro
Streetsboro ist eine City im Portage County im US-Bundesstaat Ohio. Das U.S. Census Bureau ermittelte bei der Volkszählung 2020 eine Einwohnerzahl von 17.260.
Streetsboro wurde aus dem ehemaligen Streetsboro Township gebildet, das eines der ursprünglich auf dem Gebiet der vom Staat Connecticut Ende des 18. Jahrhunderts beanspruchten Connecticut Western Reserve gegründeten Townships war. Streetsboro ist heute statistisch ein Teil des Akron-Metropolbereichs (Akron Metropolitan Statistical Area).

## Geographie
Das quadratische Stadtgebiet von Streetsboro ist 63,1 km2 groß und liegt in der nordöstlichen Ecke des Portage County. Streetsboro liegt an der Kreuzung mehrerer Staatsstraßen südlich des Ohio Turnpike (Interstate 80) und hat einen direkten Zugang zur Interstate 480. Ähnlich wie in den nahegelegenen Städte Hudson und Stow überwiegen Wohngebiete im eigentlichen Stadtgebiet, vor allem zwischen dem Stadtzentrum und der Interstate. Der Rest des Verwaltungsgebietes wird von offenem Grasland und kleinen Waldgebieten eingenommen.

## Bevölkerung
Die Stadt hatte bei der Volkszählung (Census) im Jahr 2006 14.185 Einwohner. Mehr als 95 % der Bewohner waren Weiße und 2 % Afro-Amerikaner. Das Pro-Kopf-Einkommen betrug 21.764 Dollar.
Im Juli 2009 betrug die Bevölkerung 14.711, was einer Zunahme von 19,5 % gegenüber dem Jahr 2000 entspricht.

## Geschichte
Lange bevor Siedler in den Connecticut Western Landstrich kamen, war die Region von Indianern des Seneca-Stammes bewohnt.
Die heutige Stadt wurde 1798 von Titus Street gegründet. 1825 wurde eine Straße zwischen Cleveland und Wellsville gebaut, die auch durch Streetsboro verlief. Der Ort war in der zweiten Hälfte des 19. Jahrhunderts vor allem durch seine Käseproduktion bekannt. 1885 wurden in fünf Produktionsbetrieben mehr als 600.000 Pfund Käse hergestellt.
Zu größerem Wachstum kam es mit dem Bau des Ohio Turnpike in den 1950er Jahren. Aufgrund der Nähe zu Akron und Cleveland und der rasant wachsenden Automobil-Industrie sowie der guten Verkehrsanbindung stieg ab 1957 die Bevölkerungszahl unverhältnismäßig stark. 1968 entschieden die Bürger sich zur Zusammenlegung von Ort und Township, so dass das heutige Stadtgebiet mit einer Grundfläche von 25 Quadratmeilen entstand. Bis Anfang der 1970er war das Stadtgebiet dennoch im Wesentlichen landwirtschaftlich geprägt, bevor es zum raschen Wachstum der heute bestehenden Wohngebiete kam.